# ヌ牛別岳
ヌ牛別岳（ヌうしべつだけ）もしくはヌーウシベツ岳（ヌーウシベツだけ）もしくは又牛別岳（ぬーうしべつだけ）は、北海道の川上郡標茶町にある標高760mの山である。

## 概要
摩周岳と西別岳との稜線上、西別岳の北西隣の小ピークの目立たない山で、地理院地図には山名どころか標高点すらも記載されていないものの、一部の登山者の中では知られた山であり、山頂看板も設置されている。
山名はアイヌ語の「ヌーウシベツ（nu-ush-pet：豊漁の川）」が由来であり、現在の西別川で「西別」の語源でもある。しかし「又牛別岳」については「ヌ牛別岳」と書かれていたものの、カタカナ表記であったが似た漢字の「又」へと変化して知られてしまったという稀有な事例である。なお山頂に設置されている看板は「ヌ牛別岳」である。

## 登山
摩周岳と西別岳を縦走する際に登られる山であるため登る人は少なくなく、登山道も整備され難易度は高くはない。阿寒岳のオンネトーから羅臼町までを結ぶ「北海道東トレイル」の2024年10月の開通を機に看板が一新された。